# Daniel Burley Woolfall

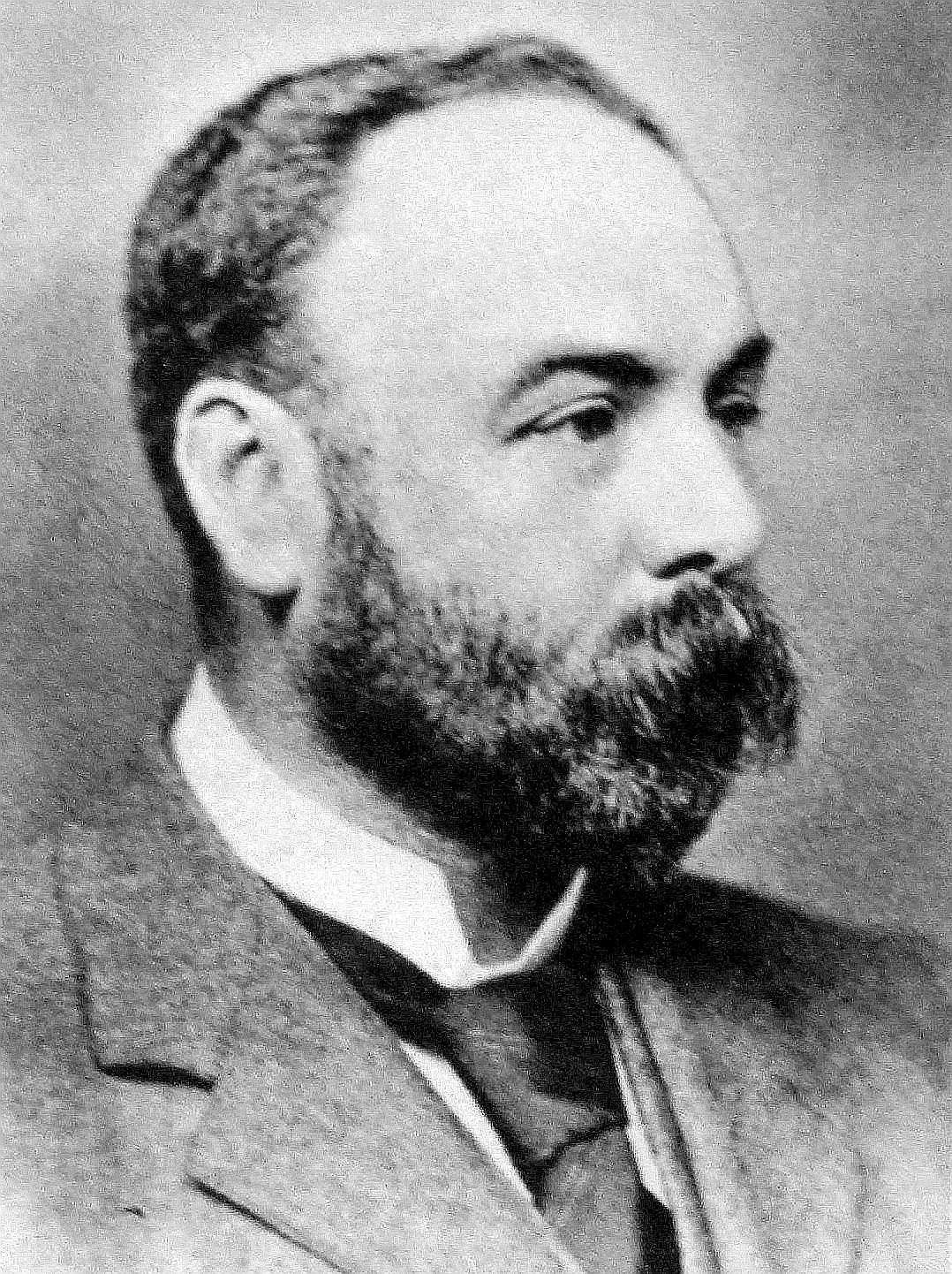
Daniel Burley Woolfall (1908)

Daniel Burley Woolfall (* 15. Juni 1852 in Blackburn; † 24. Oktober 1918) war ein englischer Jurist und Fußballfunktionär und vom 4. Juni 1906 bis zu seinem Tod zweiter Präsident der FIFA.
Woolfall stammte aus Blackburn und war in der englischen Football Association tätig gewesen, bevor er 1906 in der FIFA als Nachfolger des Gründungspräsidenten Robert Guérin gewählt wurde. Unter seiner Führung kamen der englische und der kontinentale Fußball zu einer engeren Bindung; zuvor waren vor allem die Verbände von Frankreich und England zerstritten gewesen. Er versuchte in seiner Zeit als FIFA-Präsident, die Fußballspielregeln nach englischem Vorbild zu vereinheitlichen.
Er half bei der Organisation der ersten olympischen Fußballturniere bei den Olympischen Spielen 1908 und 1912, die hauptsächlich in der Hand seines englischen Heimatverbandes lag. Nicht nur einheitliche Spielregeln für den Fußball unterstützte Woolfall, sondern auch Grundregeln für die FIFA, die teilweise heute noch Gültigkeit haben. Länderspiele wurden durch Woolfall klar definiert (Auswahlmannschaften und Interklub), und Außenstehenden war es untersagt, Spiele zu organisieren, um einen Gewinn zu erzielen.
Woolfall begann die FIFA zu vergrößern und auch auf andere Kontinente auszudehnen. Bis zum Jahr 1909 setzte sich die FIFA ausschließlich aus europäischen Verbänden zusammen. Die ersten Mitglieder aus Übersee wurden unter seiner Präsidentschaft registriert: 1909/1910 Südafrika, 1912 Argentinien sowie 1913 Chile und die USA. Danach verhinderte der Erste Weltkrieg einen weiteren Ausbau.
1918 starb Daniel Burley Woolfall im Amt, das in den Nachwirren des Ersten Weltkriegs länger vakant blieb und nach einer Interimstätigkeit durch Generalsekretär Carl Anton Wilhelm Hirschmann ab 1921 von Jules Rimet bekleidet wurde.